# Dorothy Farnum
Dorothy Farnum (Nueva York, 1900-North Andover, Massachusetts, 1970) fue una actriz y guionista estadounidense. Destacó por su trabajo en la Metro-Goldwyn-Mayer durante la época del cine mudo y más tarde en Gran Bretaña durante los años treinta.

## Trayectoria
Farnum nacida en una familia de actores –era hija William Farnum y sobrina de Dustin Farnum–, se educó en un internado de monjas, estudió historia y literatura francesa, y hablaba con fluidez español y alemán. Al igual que muchas mujeres en los inicios del  cine, comenzó su carrera con la interpretación antes de dedicarse a la escritura de guiones.
Sus primeras actuaciones fueron en las películas estrenadas en 1915: The Cub y Over Night.  Se hizo famosa a partir de sus obras de teatro y novelas que luego convertiría en guiones cinematográficos. La carrera de Farnum como guionista comenzó en 1919. Entre sus guiones más populares se encuentran Beau Brummel, protagonizada por John Barrymore (1924)The Temptress (1926), Sinner or Saint (1923) y Bardelys el magnífico (1926). La mayoría de sus películas son dramas románticos.
Cuando en 1926 el diario Los Angeles Times le preguntó por su proceso de escritura, declaró: "Hay que pensar con el corazón y sentir con la cabeza. En el momento que escribo mis escenas, me esfuerzo en no ir de un pensamiento a otro, sino de un sentimiento a otro. La mayoría de la gente, cuando entra en el mundo de luces tenues y música suave de una sala de cine, quiere que su corazón se emocione y su mente se relaje ".
Farnum formó parte del departamento de guionistas de la Warner Bros, y gran parte de su trabajo se centró casi exclusivamente en  la adaptación de guiones. Farnum era una firme defensora de mantener sus adaptaciones fieles a la intención del autor original. Luchó contra la reelaboración de guiones para ofrecer finales felices, según un artículo titulado “El éxito muestra que el 'final feliz' no es esencial”. Trabajó con muchas actrices famosas y fue una de las mejores guionistas de la Metro-Goldwyn-Mayer. Se trasladó a París y luego a Londres, donde formó parte del equipo de la compañía Gaumont British. También colaboró con la United Artists. Según informó The Washington Post en 1927, en su mejor momento profesional, su salario era de 2.500 dólares semanales.

## Filmografía como guionista (selección)
| - Good References. Dir.: Roy William Neill (1920). - Jim the Penman. Dir.: Kenneth S. Webb (1921). - Salvation Nell. Dir.: Kenneth S. Webb (1921). - The Iron Trail. Dir.: Roy William Neill (1921). - The Secrets of Paris. Dir.: Kenneth S. Webb (1922). - The Darling of the Rich. Dir.: John G. Adolfi (1922). - His Wife's Husband. Dir.: Kenneth S. Webb (1922). - Modern Marriage. Dir.: R. Lawrence Windom (1923). - Loyal Lives. Dir.: Charles Giblyn (1923). - Jacqueline. Dir.: Dell Henderson (1923). - Sinner or Saint. Dir.: Lawrence C. Windom (1923). - Daring Youth. Dir.: William Beaudine (1924). - Beau Brummel. Dir.: Harry Beaumont (1924). - Tess of the D'Urbervilles. Dir.: Marshall Neilan (1924). - Lover's Lane. Dir.: Phil Rosen (1924). - Being Respectable.. Dir.: Phil Rosen (1924). - Babbitt. Dir.: Harry Beaumont (1924). | - Rose of the World. Dir.: Harry Beaumont (1925). - Recompense. Dir.: Harry Beaumont (1925) - Off the Highway. Dir.: Tom Forman (1925). - Torrent (Entre naranjos) Dir.: Monta Bell (1926). Adaptación de la novela Entre naranjos de Vicente Blasco Ibáñez. - The Temptress (La tierra de todos). Dir.: Fred Niblo (1926). Adaptación de una novela de Vicente Blasco Ibáñez de 1922. - Bardelys the Magnificent (Bardelys el magnífico). Dir.: King Vidor (1926). Adaptación de una novela de Rafael Sabatini. - Dream of Love (Sueño de amor). Dir.: Fred Niblo (1928). La película se considera perdida. - The Unholy Night. Dir.: Lionel Barrymore (1929). - Call of the Flesh. Dir.: Charles Brabin (1930). - A Free Soul. Dir.: Clarence Brown (1931). - Lilac. Dir.: Frederic Zelnik (1932). - Jenny Lind. Dir.: Arthur Robison (1932). - The Constant Nymph. Dir.: Basil Dean (1933). - Autumn Crocus. Dir.: Basil Dean (1934). - Jew Süss (El judio Süß). Dir.: Lothar Mendes (1934). - Evensong. Dir.: Victor Saville (1934). - Lorna Doone. Dir.: Basil Dean (1934). - Forbidden Territory. Dir.: Phil Rosen (1934). |

## Filmografía como actriz
- The Cub. Dir.: Maurice Tourneur (1915).[15]
- Over Night. Dir.: James Young (1915).